# Bakerella poissonii
Bakerella poissonii är en tvåhjärtbladig växtart. Bakerella poissonii ingår i släktet Bakerella och familjen Loranthaceae.

## Underarter
Arten delas in i följande underarter:
- B. p. parvibracteatus
- B. p. poissonii
- B. p. alata